# 奈良線 (近畿日本鐵道)
奈良線（日语：／ Nara sen */?）是一條來往大阪府東大阪市的布施車站與奈良縣奈良市的近鐵奈良車站之近畿日本鐵道（近鐵）的鐵道路線。
一般上，難波線與大阪線的大阪難波車站至布施車站之間會落入奈良線的運輸系統中直通運行，使整條運輸系統為由大阪難波車站至近鐵奈良車站。以下將會以此運輸系統來記述。

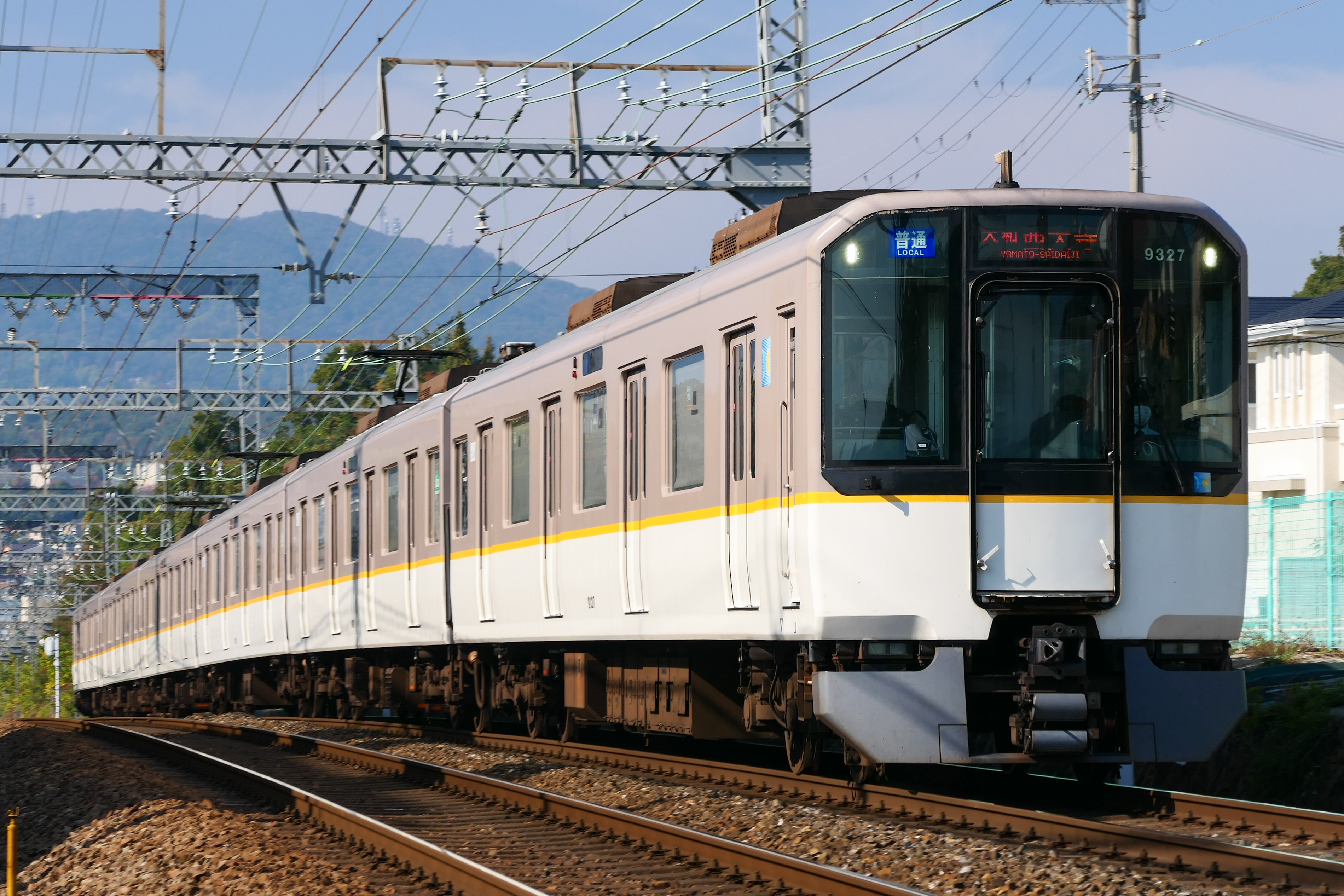
富雄站至學園前站間的近鐵9820系電聯車 (2023年11月)

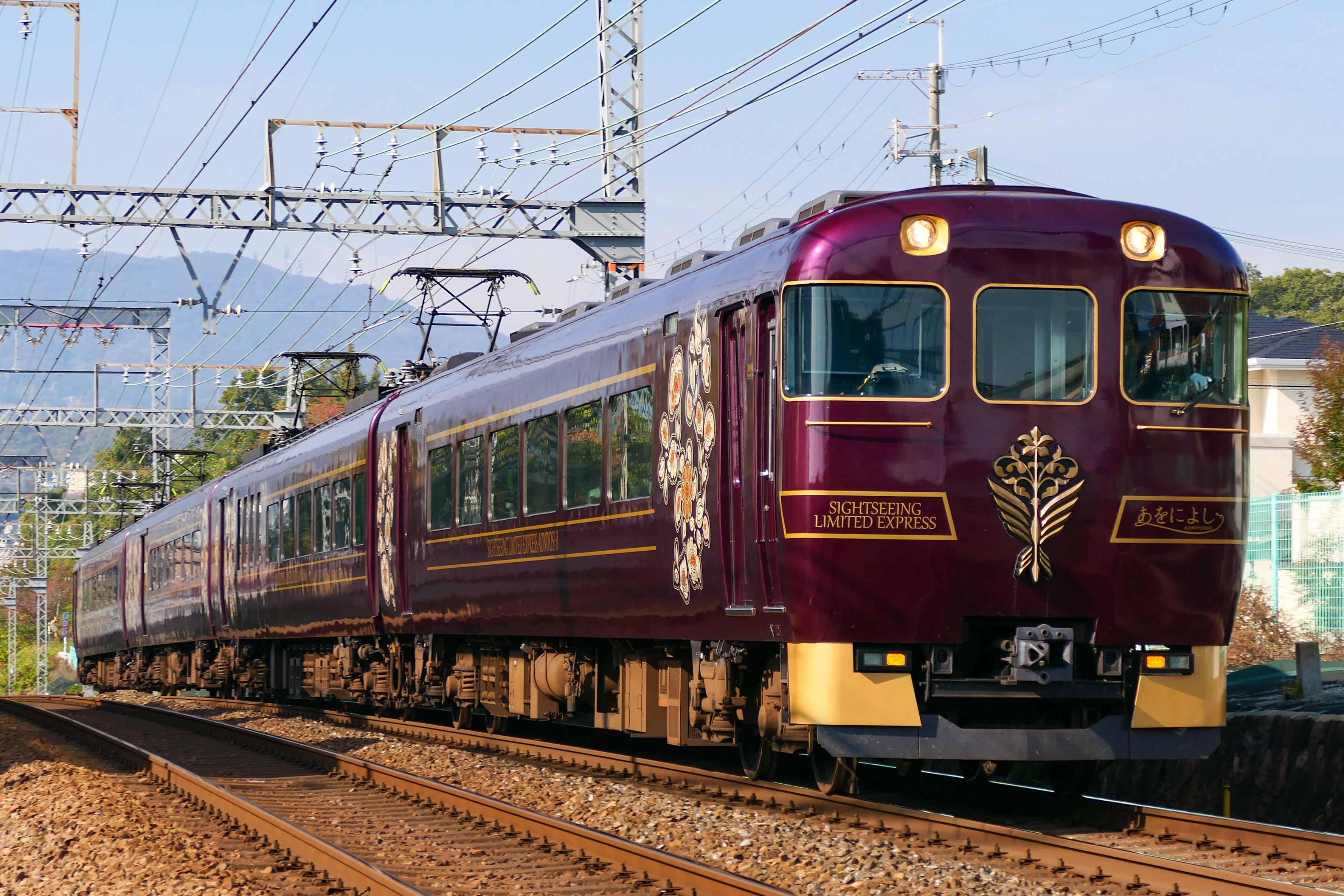
富雄站至學園前站間的近鐵12000系電聯車觀光特急「青丹吉」(2023年11月)

## 概要
奈良線是於1914年啟用的鐵路線，當時由大阪電氣軌道營業，為大阪電氣軌道建立時第一批啟用路線。
新生駒隧道（3,494米）貫穿生駒山地，為大阪市與奈良市之最短的路段。啟用之來，大阪上本町車站（舊稱：上本町車站）就已經是起點車站，直至1970年難波線啟用，奈良線的實際起點車站便改為大阪難波車站（舊稱：近鐵難波車站）。現時，大阪線的大阪上本町車站至布施車站之間是一段不同的行車方向的四線鐵路，使奈良線與大阪線的列車共同運作，不會互相影響。
阪神電氣鐵道西大阪線在2009年3月20日延長至大阪難波車站，並改名為阪神難波線，開始了來往近鐵奈良車站、大阪難波站及阪神三宮車站的相互直通運輸，來往近鐵奈良車站和阪神三宮車站之間的時間可縮短至70分鐘。
1977年，大阪難波車站至八戶之里車站東面的府道大阪中央環狀線附近的鐵路高架化完成。在2003年，八戶之里車站至瓢簞山車站之間鐵路高架化工程開始。在2010年5月30日，下行線工程完成，預計2013年便可完成上行線的工程，因此，若江岩田車站、河內花園車站和東花園車站將成為高架車站。
文化廳對於平城宮跡業務發展計劃，對於貫穿宮內的奈良縣道104號谷田奈良線和近鐵奈良線將會移走。所以，將來的大和西大寺車站與周邊路段將可能會設於地下。
全線車站都可以使用Surutto KANSAI、PiTaPa與ICOCA智能卡。自動售票機有發售J Suru卡的乘車劵。

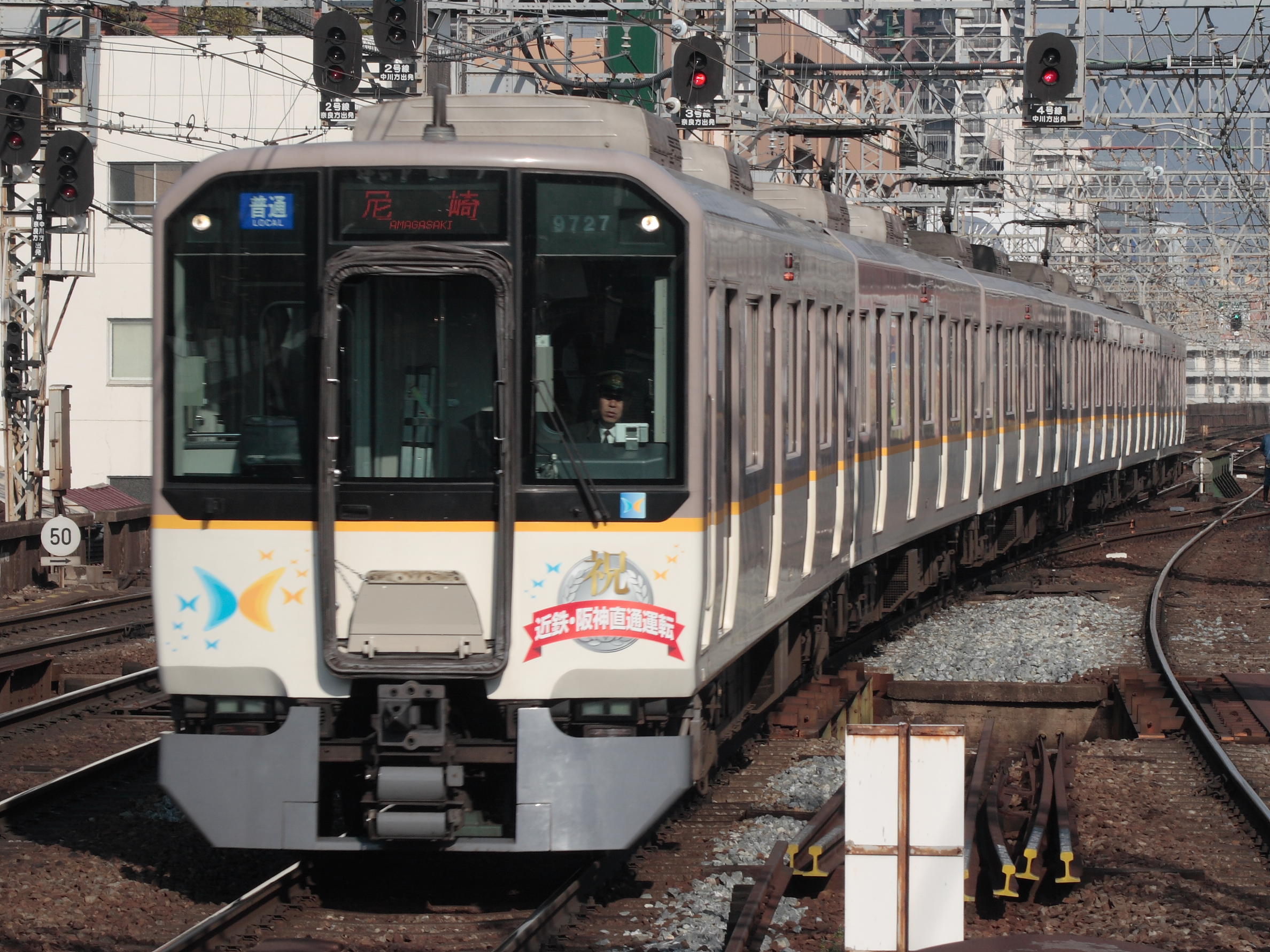
一列近鐵9820系往尼崎方向的列車車身塗上直通運輸記念（鶴橋站）

## 路線資料
路線名稱為奈良線
- 路線距離（營業距離）：布施－近鐵奈良間26.7公里
- 軌距：1435毫米
- 站數：19個（包括起終點站）
- 複線路段：全線
- 電氣化路段：全線電氣化（直流1500V）
- 閉塞方式：自動閉塞式
- 最大坡度：35.7‰（枚岡站－石切站，東生駒站－富雄站）
- 最高速度：105公里/小時（八戶之里站－河內花園站，（只限上行特急）大和西大寺站－新大宮站）

全線由大阪統括部管轄。
旅客導覽與運行系統上的奈良線是大阪難波站－近鐵奈良站間32.8公里，24站（包括起終點站）。

## 沿線風景
包含難波線與大阪線區間的奈良線只長30km，在近鐵主要路線中為一條短的路線，但風景卻很豐富。此節中將會由大阪難波站開始往奈良方向展述。
大阪難波車站出發後，會沿著千日前通（大阪府道702號大阪枚岡奈良線）的地底向東走，經過近鐵日本橋車站、大阪上本町車站，經過大阪上本町車站後便離開地底，直接升至高架路段上，跨過大阪環狀線，到達鶴橋車站。鶴橋站周邊都是燒烤店與朝鮮人街的繁華市區，不論白天還是黑夜，在列車中都會聞到烤肉的香氣。此外，那些香氣被環境省選定為香氣風景100選之一。
在鶴橋站之後，沿線會經過住宅、工廠和樓宇群混合一起。沿高架路段前進，進入3面4線的今里車站。越過國道479號（大阪內環狀線），然後便到達布施車站，並在此車站與大阪線分開，奈良線以此為起點。之後便進入有許多古老住宅與工場的東大阪市。跨越大阪東線，到達河內永和轉乘車站，之後到達HOUSE食品總部附近的準急停車站：河內小阪車站，以及2面4線的八戶之里車站。離開八戶之里車站後，便跨越大阪中央環狀線與近畿自動車道，這裡旁邊為Nitori東大阪購物中心與近鉄Heart，那個場地原本是近鐵玉川工場，近鉄Heart於2010年3月開始營業。經過若江岩田車站與河內花園車站後，進入準急停車站：東花園車站，預計在2013年後，由布施至此車站的高架化工程將會完成，那時上行線路線降會由高架橋下降至地上。而下行線已經在2010年5月高架化工程完成。東花園附近是橄球聖地：近鐵花園橄球場。
東花園車站後，高架路段便到此為止，鐵路線將會向生駒山前進。跨過恩智川與國道170號（大阪外環狀線），進入2面4線，中間為通過列車專用，像新幹線型的月台類型的瓢簞山車站。在離開瓢簞山車站，便經過最急的斜坡路段（斜度：30‰），並向左轉，進入生駒山區域，然後經過牧岡車站、額田車站，兩站之間的斜度更達35.7‰，以普通鐵道建造規則（2002年停用）第十七條２中所定的上限35‰過要高。而額田車站與牧岡車站之間跨過的阪奈道路被選為日本之道100選之一。此地帶周邊為在昭和時期才開發的高級住宅區。
在額田車站後，將會跨過在隧道中的阪神高速13號東大阪線及阪神奈線，此處可看到遠處大阪市的高層大廈群與淡路島，此區間在全國中為罕有在列車中看到的夜景，此美景已經有網車站專門介紹。繼續前進後會到達石切車站，附近為石切神社，之後進入新生駒隧道，通過全程需時3分鐘，新生駒隧道與生駒隧道（阪神奈線）並行，並離開大阪府，進入奈良縣。進入奈良縣後第一個站是3面6線的生駒車站，此車站與生駒線與阪神奈線成為轉乘車站，車站西南面為生駒鋼索線車站。之後跨越國道168號，進入東生駒車站。此處可看見阪神奈線向右轉進入隧道。而奈良線也進入新向谷隧道，向新興住宅區前進。進入奈良市，跨過富雄川與奈良縣道7號枚方大和郡山線到達富雄車站，近畿大學（農學部）位於車站附近，車站附近也有一些高級豪宅，然後進入學園前車站，車站名稱來自附近的帝塚山學園，在早上與黃昏時間，帝塚山學園與附近學校的學生與通勤乘客會使用此車站。
在學園前車站後，便到達菖蒲池車站，左方為近鐵菖蒲池遊園地遺跡，之後便與京都線匯合，進入大和西大寺車站。大和西大寺車站是京都線與橿原線的轉車站，附近也有西大寺檢車區。車站月台為3面5線，4號月台與5號月台為較窄。車站周邊設有近鐵百貨店商店設施。
在大和西大寺車站後，進入平城宮遺跡，右面為朱雀門、左手為大極殿，正前方可看見若草山與東大寺。跨過國道24號奈良繞道後，便到達新大宮車站，附近設有奈良市政廳，在新大宮車站過後，便進入國道369號的地底區間，並到達4面4線的近鐵奈良車站終點車站。近鐵奈良車站與JR奈良車站並不是於附近，車站附近為奈良縣廳，東面有東大寺大佛殿、春日大社和奈良公園。

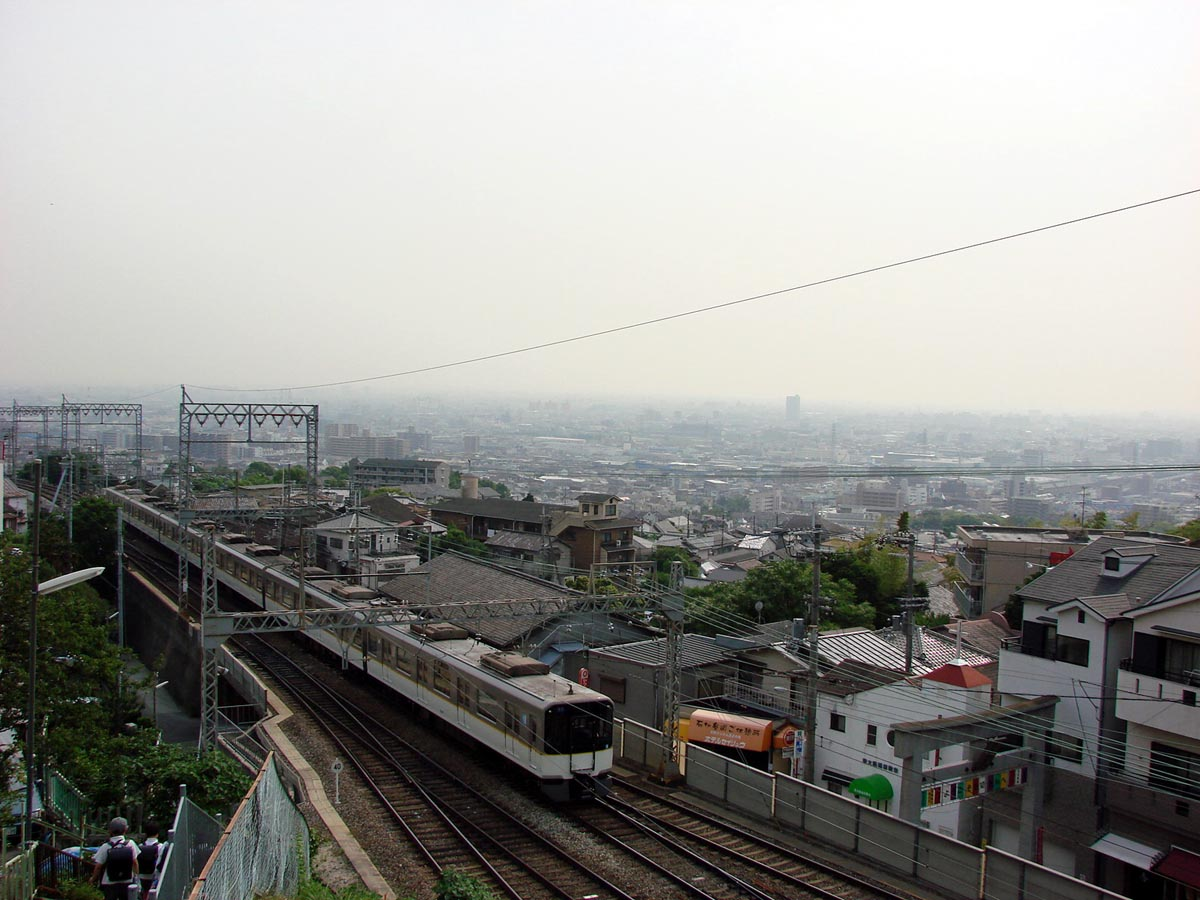
後方為大阪平野。（2009年5月 額田車站 - 石切車站間）
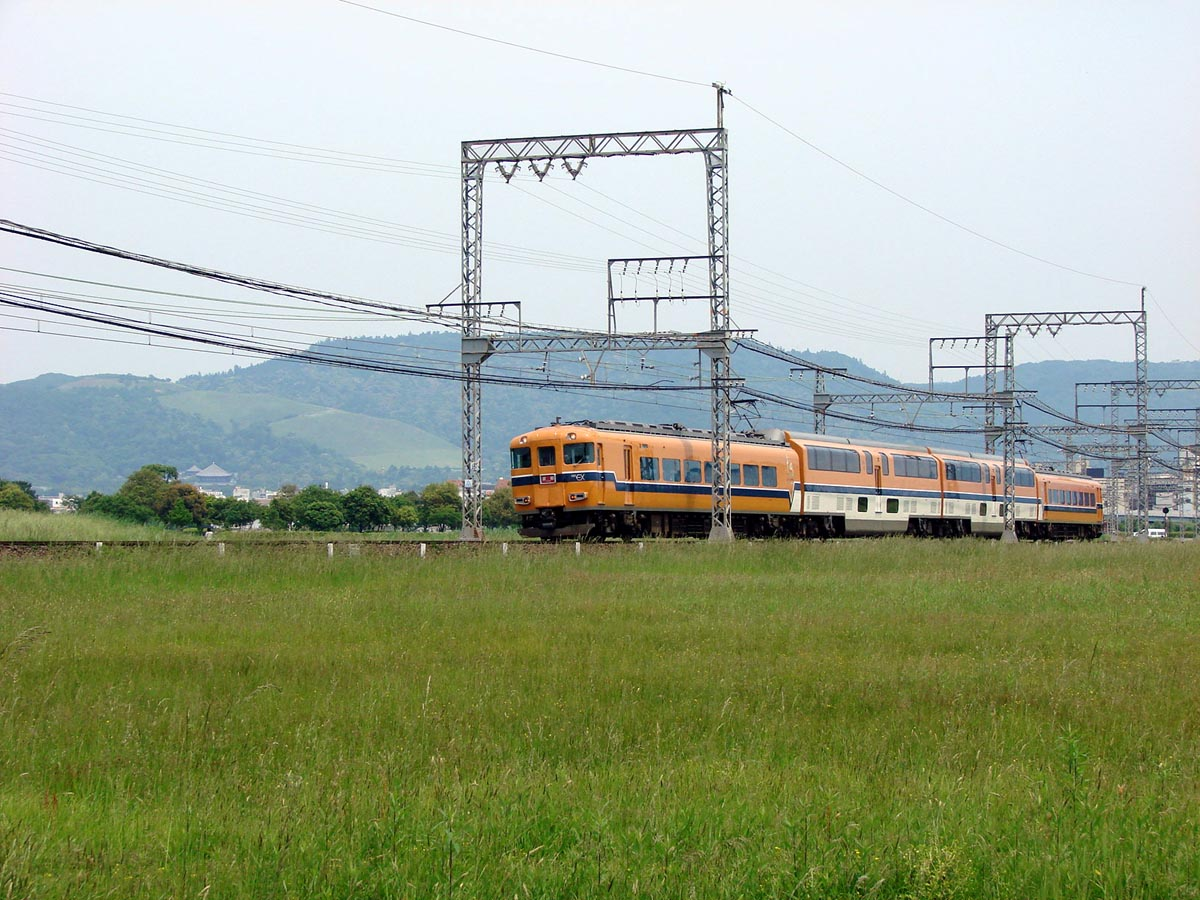
大和西大寺車站與新大宮車站間平城宮遺跡橫斷。後方為東大寺。（2009年5月）

## 車站列表
範例
●：停靠，｜：通過，▲：舉辦高校欖球賽時臨時停靠，※：近畿大學附屬小學校、幼稚園平日的開校日只限下行臨時停靠
普通列車各站停車省略。
特急列車參見特急列車條目。
#車站可進行列車待避車站
| 直通運行路段 | 直通運行路段                                    | 直通運行路段 | 直通運行路段 | 直通運行路段 | 直通運行路段 | 直通運行路段 | 直通運行路段 | 大阪上本町站起 ○普通、區間準急、準急…直通至阪神難波線尼崎站 ○快速急行…基本上直通至阪神本線神戶三宮站 | 大阪上本町站起 ○普通、區間準急、準急…直通至阪神難波線尼崎站 ○快速急行…基本上直通至阪神本線神戶三宮站 | 大阪上本町站起 ○普通、區間準急、準急…直通至阪神難波線尼崎站 ○快速急行…基本上直通至阪神本線神戶三宮站 | 大阪上本町站起 ○普通、區間準急、準急…直通至阪神難波線尼崎站 ○快速急行…基本上直通至阪神本線神戶三宮站 | 大阪上本町站起 ○普通、區間準急、準急…直通至阪神難波線尼崎站 ○快速急行…基本上直通至阪神本線神戶三宮站 | 大阪上本町站起 ○普通、區間準急、準急…直通至阪神難波線尼崎站 ○快速急行…基本上直通至阪神本線神戶三宮站 | 大阪上本町站起 ○普通、區間準急、準急…直通至阪神難波線尼崎站 ○快速急行…基本上直通至阪神本線神戶三宮站 | 大阪上本町站起 ○普通、區間準急、準急…直通至阪神難波線尼崎站 ○快速急行…基本上直通至阪神本線神戶三宮站 |
| A03          | 大阪上本町 （近鐵百貨店前）                     |              |              | 1.2          | 4.1          | ●            | ●            | ● | ● | 近畿日本鐵道： 難波線（A03）（直通運行） 大阪市高速電氣軌道： 谷町線（T25）、 千日前線（S18）…谷町九丁目 | 大阪府 | 大阪市 | 天王寺區 | | |
| A04          | 鶴橋                                            |              |              | 1.1          | 3.0          | ●            | ●            | ● | ● | 西日本旅客鐵道： 大阪環狀線（JR-O04） 大阪市高速電氣軌道： 千日前線（S19） | 大阪府 | 大阪市 | 生野區 | | |
| A05          | 今里                                            |              |              | 1.7          | 1.3          | ｜           | ｜           | ｜ | ｜ | | 大阪府 | 大阪市 | 生野區 | | |
| A06          | 布施#                                           |              |              | 1.3          | 0.0          | ●            | ●            | ● | ｜ | 近畿日本鐵道： 大阪線（D06） | 大阪府 | 東大阪市 | 東大阪市 | | |
| A07          | 河內永和                                        |              |              | 0.8          | 0.8          | ｜           | ｜           | ｜ | ｜ | 西日本旅客鐵道： 大阪東線（JR-F10）…JR河內永和 | 大阪府 | 東大阪市 | 東大阪市 | | |
| A08          | 河內小阪 （大阪商業大學前· 大阪樟蔭女子大學前） |              |              | 0.8          | 1.6          | ●            | ●            | ｜ | ｜ | | 大阪府 | 東大阪市 | 東大阪市 | | |
| A09          | 八戶之里#                                       |              |              | 0.8          | 2.4          | ｜           | ｜           | ｜ | ｜ | | 大阪府 | 東大阪市 | 東大阪市 | | |
| A10          | 若江岩田                                        |              |              | 1.7          | 4.1          | ｜           | ｜           | ｜ | ｜ | | 大阪府 | 東大阪市 | 東大阪市 | | |
| A11          | 河內花園                                        |              |              | 0.9          | 5.0          | ｜           | ｜           | ｜ | ｜ | | 大阪府 | 東大阪市 | 東大阪市 | | |
| A12          | 東花園# （花園欖球場前）                        |              |              | 0.8          | 5.8          | ●            | ●            | ▲ | ▲ | | 大阪府 | 東大阪市 | 東大阪市 | | |
| A13          | 瓢簞山#                                         |              |              | 1.4          | 7.0          | ●            | ｜           | ｜ | ｜ | | 大阪府 | 東大阪市 | 東大阪市 | | |
| A14          | 枚岡                                            |              |              | 1.3          | 8.3          | ●            | ｜           | ｜ | ｜ | | 大阪府 | 東大阪市 | 東大阪市 | | |
| A15          | 額田                                            |              |              | 0.7          | 9.0          | ●            | ｜           | ｜ | ｜ | | 大阪府 | 東大阪市 | 東大阪市 | | |
| A16          | 石切#                                           |              |              | 1.1          | 10.1         | ●            | ●            | ● | ｜ | | 大阪府 | 東大阪市 | 東大阪市 | | |
| A17          | 生駒                                            |              |              | 4.1          | 14.2         | ●            | ●            | ● | ● | 近畿日本鐵道： 京阪奈線（C27）、 生駒線（G17）、 生駒鋼索線（Y17）…鳥居前 | 奈良縣 | 生駒市 | 生駒市 | | |
| A18          | 東生駒# （帝塚山大學前）                        |              |              | 1.2          | 15.4         | ●            | ●            | ｜ | ｜ | | 奈良縣 | 生駒市 | 生駒市 | | |
| A19          | 富雄                                            |              |              | 2.3          | 17.7         | ●            | ●            | ｜ | ｜ | | 奈良縣 | 奈良市 | 奈良市 | | |
| A20          | 學園前 （帝塚山學園前）                         |              |              | 1.4          | 19.1         | ●            | ●            | ● | ● | | 奈良縣 | 奈良市 | 奈良市 | | |
| A21          | 菖蒲池                                          |              |              | 1.0          | 20.1         | ●            | ●            | ｜ | ※ | | 奈良縣 | 奈良市 | 奈良市 | | |
| A26          | 大和西大寺#                                     |              |              | 2.2          | 22.3         | ●            | ●            | ● | ● | 近畿日本鐵道： 京都線、 橿原線（B26）（一部直通運行：參見下述） | 奈良縣 | 奈良市 | 奈良市 | | |
| A27          | 新大宮                                          |              |              | 2.7          | 25.0         | ●            | ●            | ● | ● | | 奈良縣 | 奈良市 | 奈良市 | | |
| A28          | 近鐵奈良                                        |              |              | 1.7          | 26.7         | ●            | ●            | ● | ● | | 奈良縣 | 奈良市 | 奈良市 | | |
| 直通運行路段 | 直通運行路段                                    | 直通運行路段 | 直通運行路段 | 直通運行路段 | 直通運行路段 | 直通運行路段 | 直通運行路段 | 大和西大寺站起 ○普通…直通至京都線京都站（只限一部與近鐵奈良方向直通） ○急行…直通至京都線京都站、京都市營地下鐵烏丸線國際會館站（與近鐵奈良方向直通） ○臨時急行…直通至天理線天理站（天理教祭事時與大阪難波方向直通） | 大和西大寺站起 ○普通…直通至京都線京都站（只限一部與近鐵奈良方向直通） ○急行…直通至京都線京都站、京都市營地下鐵烏丸線國際會館站（與近鐵奈良方向直通） ○臨時急行…直通至天理線天理站（天理教祭事時與大阪難波方向直通） | 大和西大寺站起 ○普通…直通至京都線京都站（只限一部與近鐵奈良方向直通） ○急行…直通至京都線京都站、京都市營地下鐵烏丸線國際會館站（與近鐵奈良方向直通） ○臨時急行…直通至天理線天理站（天理教祭事時與大阪難波方向直通） | 大和西大寺站起 ○普通…直通至京都線京都站（只限一部與近鐵奈良方向直通） ○急行…直通至京都線京都站、京都市營地下鐵烏丸線國際會館站（與近鐵奈良方向直通） ○臨時急行…直通至天理線天理站（天理教祭事時與大阪難波方向直通） | 大和西大寺站起 ○普通…直通至京都線京都站（只限一部與近鐵奈良方向直通） ○急行…直通至京都線京都站、京都市營地下鐵烏丸線國際會館站（與近鐵奈良方向直通） ○臨時急行…直通至天理線天理站（天理教祭事時與大阪難波方向直通） | 大和西大寺站起 ○普通…直通至京都線京都站（只限一部與近鐵奈良方向直通） ○急行…直通至京都線京都站、京都市營地下鐵烏丸線國際會館站（與近鐵奈良方向直通） ○臨時急行…直通至天理線天理站（天理教祭事時與大阪難波方向直通） | 大和西大寺站起 ○普通…直通至京都線京都站（只限一部與近鐵奈良方向直通） ○急行…直通至京都線京都站、京都市營地下鐵烏丸線國際會館站（與近鐵奈良方向直通） ○臨時急行…直通至天理線天理站（天理教祭事時與大阪難波方向直通） | 大和西大寺站起 ○普通…直通至京都線京都站（只限一部與近鐵奈良方向直通） ○急行…直通至京都線京都站、京都市營地下鐵烏丸線國際會館站（與近鐵奈良方向直通） ○臨時急行…直通至天理線天理站（天理教祭事時與大阪難波方向直通） |

## 乘客量
- 參考：[3][4]

| 路線名稱   | 車站名稱   | 客量（人）     | 客量（人）                       | 備註                   |
| 路線名稱   | 車站名稱   | 2010年 11月9日 | 2008年 11月18日                  | 備註                   |
| ---------- | ---------- | -------------- | -------------------------------- | ---------------------- |
| 大阪線     | 大阪上本町 | 80,613         | 78,267                           | 包括大阪線，特急停靠站 |
| 大阪線     | 鶴橋       | 155,242        | 173,523                          | 包括大阪線，特急停靠站 |
| 大阪線     | 今里       | 10,405         |                                  | 包括大阪線             |
| 大阪線     | 布施       | 39,448         | 41,876                           | 包括大阪線             |
| 奈良線     | 布施       | 39,448         | 41,876                           | 包括大阪線             |
| 河內永和   | 10,468     |                |                                  |                        |
| 河內小阪   | 28,693     | 30,584         |                                  |                        |
| 八戶之里   | 23,837     |                |                                  |                        |
| 若江岩田   | 15,089     |                |                                  |                        |
| 河內花園   | 12,088     |                |                                  |                        |
| 東花園     | 16,057     | 16,084         |                                  |                        |
| 瓢簞山     | 24,137     |                |                                  |                        |
| 枚岡       | 5,029      |                |                                  |                        |
| 額田       | 3,701      |                |                                  |                        |
| 石切       | 9,385      | 10,942         |                                  |                        |
| 生駒       | 48,220     | 49,856         | 包括生駒線、京阪奈線，特急停靠站 |                        |
| 東生駒     | 18,948     |                |                                  |                        |
| 富雄       | 29,120     |                |                                  |                        |
| 學園前站   | 57,064     | 58,424         | 特急停靠站                       |                        |
| 菖蒲池     | 11,860     |                |                                  |                        |
| 大和西大寺 | 48,660     | 49,450         | 包括京都線、橿原線，特急停靠站   |                        |
| 新大宮     | 29,322     | 28,866         |                                  |                        |
| 近鐵奈良   | 67,761     | 57,549         | 特急停靠站                       |                        |

## 關連項目
- 近畿日本鐵道
- 日本鐵路線列表
- 近鐵特急史
- 東大阪電氣鐵道（森之宮 - 逢坂 - 奈良之間的未成線）
- 大阪電氣軌道四條畷線（櫻之宮 - 蒲生 - 住道 - 額田之間的未成線）